# بو بيرغمان
بو بيرغمان (بالسويدية: Bo Bergman)‏ هو كاتب سير ذاتية وكاتب وشاعر سويدي، ولد في 6 أكتوبر 1869 في City of Stockholm (former municipality) ‏ في السويد، وتوفي في 17 نوفمبر 1967 في Oscar Parish ‏ في السويد.

## وصلات خارجية
- بو بيرغمان على موقع الموسوعة البريطانية (الإنجليزية)
- بو بيرغمان على موقع ميوزك برينز (الإنجليزية)
- بو بيرغمان على موقع ديسكوغز (الإنجليزية)